# Dag Wennlund
Dag Wennlund (Dag Bengt Wennlund; * 6. Oktober 1963 in Mariestad) ist ein ehemaliger schwedischer Speerwerfer.
1986 schied er bei den Europameisterschaften in Stuttgart in der Qualifikation aus. Bei den Weltmeisterschaften 1987 in Rom und den Olympischen Spielen 1988 in Seoul wurde er jeweils Achter. Nach einem Vorrundenaus bei den Europameisterschaften 1990 in Split wurde er Siebter bei den Weltmeisterschaften 1991 in Tokio.
Bei den Olympischen Spielen 1992 in Barcelona kam er nicht über die Qualifikation hinaus. 1993 wurde er Sechster bei den Weltmeisterschaften in Stuttgart, 1994 Zehnter bei den Europameisterschaften in Helsinki und 1995 Fünfter bei den Weltmeisterschaften in Göteborg.
Bei den Olympischen Spielen 1996 in Atlanta schied er in der Vorrunde aus.
1985, 1986 und 1991 wurde er Schwedischer Meister. Für die University of Texas startend wurde er 1986 und 1987 NCAA-Meister.

## Persönliche Bestleistungen
- Speerwurf: 85,02 m, 28. Mai 1995, Alvesta
- Speerwurf (altes Modell): 92,20 m, 4. Mai 1985, Austin